# John Noble
John Noble (født 20. august 1948) er en australsk film- og tv-skuespiller og sceneinstruktør af mere end 80 skuespil. Han blev født i Port Pirie, South Australia, Australien.

## Filmografi

### Film
| År   | Film                                   | Rolle                          | Note    |
| ---- | -------------------------------------- | ------------------------------ | ------- |
| 1988 | The Dreaming                           | Dr. Richards                   |         |
| 1989 | A Sting in the Tale                    | Prime Minister's minder        |         |
| 1990 | Call Me Mr. Brown                      | Sergeant                       |         |
| 1993 | The Nostradamus Kid                    | General Booth                  |         |
| 1999 | Airtight                               | Sorrentino                     | Tv film |
| 2000 | The Monkey's Mask                      | Mr. Norris                     |         |
| 2000 | Virtual Nightmare                      | Dad                            | Tv film |
| 2002 | Ringenes Herre - De to Tårne           | Denethor II (extended edition) |         |
| 2002 | The Outsider                           | Fergus Hunter                  | Tv film |
| 2002 | Superfire                              | Paul Baylis                    | Tv film |
| 2003 | Ringenes Herre - Kongen vender tilbage | Denethor II                    |         |
| 2004 | Fracture                               | Howard Peet                    |         |
| 2004 | The Mystery of Natalie Wood            | Irving Pichel, Director        | Tv film |
| 2006 | One Night with the King                | Prins Admantha                 |         |
| 2006 | Running Scared                         | Ivan Yugorsky                  |         |
| 2006 | Voodoo Lagoon                          | Ben                            |         |
| 2010 | Risen                                  | Eddie Thomas                   |         |

### Tv
| År        | TV Serie                                  | Rolle                     | Episoder | Note |
| --------- | ----------------------------------------- | ------------------------- | -------- | ---- |
| 1991      | Police Rescue                             | Sergeant                  | 1        |      |
| 1991      | Agatha Christie: Poirot                   | Rigoletto                 | 1        |      |
| 1993      | Time Trax                                 | Mr. Michaels              | 1        |      |
| 1997      | Big Sky                                   | Graham James              | 1        |      |
| 1998      | Water Rats                                | Dr. Harry                 | 1        |      |
| 1998-2004 | All Saints                                | Dr. John Madsen           | 32       |      |
| 2000      | Tales of the South Seas                   | Christian Ambrose         | 1        |      |
| 2001      | Sir Arthur Conan Doyle's The Lost World   | Inspector Robert Anderson | 1        |      |
| 2001      | The Bill                                  | Commander Warren          | 1        |      |
| 2001-06   | Home and Away                             | Dr. Helpman               | 9        |      |
| 2002      | Young Lions                               | Adam Gallagher            | 4        |      |
| 2002      | Stingers                                  | Michael Kranz             | 1        |      |
| 2006      | Stargate SG-1                             | Meurik                    | 1        |      |
| 2007      | Journeyman                                | Wine Connoisseur          | 1        |      |
| 2007      | The Unit                                  | The CEO                   | 1        |      |
| 2007      | 24                                        | Anatoly Markov            | 2        |      |
| 2007      | Pirate Islands: The Lost Treasure of Fiji | Blackheart                | 13       |      |
| 2008-nu   | Fringe                                    | Dr. Walter Bishop         | 43       |      |
| 2012-nu   | Elementary                                | Morland Holmes            |          |      |